# 巴热勒沙泰勒
巴热勒沙泰勒（法語：Bâgé-le-Chatel，法語發音：[baʒe lə ʃatɛl]）是法国东部安省的一个市镇，属于布雷斯地区布尔格区。

## 地理
巴热勒沙泰勒（46°18'28"N, 4°55'46"E）面积0.88 平方千米，位于法国奥弗涅-罗讷-阿尔卑斯大区安省，该省份为法国东部省份，北起汝拉省，西北接索恩-卢瓦尔省，西接罗讷省和里昂大都会，南至伊泽尔省，东与萨瓦省、上萨瓦省和瑞士接壤。
与巴热勒沙泰勒接壤的市镇（或旧市镇、城区）包括：圣安德烈德巴热、巴热-多马坦。

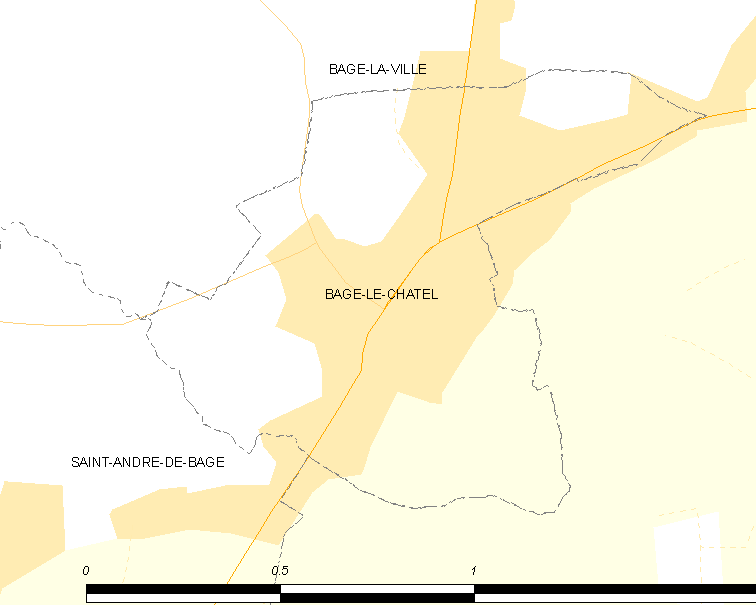
巴热勒沙泰勒的OSM定位图

巴热勒沙泰勒的时区为UTC+01:00、UTC+02:00（夏令时）。

## 行政
巴热勒沙泰勒的邮政编码为01380，INSEE市镇编码为01026。

## 政治
巴热勒沙泰勒所属的省级选区为勒普隆日县。

## 人口

1962-2008年间巴热勒沙泰勒人口变化图示

巴热勒沙泰勒于2022年1月1日时的人口数量为987人。